# Germantown (Illinois)
Germantown es una villa ubicada en el condado de Clinton en el estado estadounidense de Illinois. En el Censo de 2010 tenía una población de 1269 habitantes y una densidad poblacional de 565,13 personas por km².

## Geografía
Germantown se encuentra ubicada en las coordenadas 38°33′19″N 89°32′26″O / 38.55528, -89.54056. Según la Oficina del Censo de los Estados Unidos, Germantown tiene una superficie total de 2.25 km², de la cual 2.25 km² corresponden a tierra firme y (0%) 0 km² es agua.

## Demografía
Según el censo de 2010, había 1269 personas residiendo en Germantown. La densidad de población era de 565,13 hab./km². De los 1269 habitantes, Germantown estaba compuesto por el 95.98% blancos, el 0.24% eran afroamericanos, el 0.71% eran amerindios, el 0% eran asiáticos, el 0% eran isleños del Pacífico, el 2.13% eran de otras razas y el 0.95% pertenecían a dos o más razas. Del total de la población el 3.7% eran hispanos o latinos de cualquier raza.